# Henry Arundell, 3.º Barão Arundell de Wardour
Henry Arundell, 3.º Barão Arundell de Wardour, PC (Londres, 23 de fevereiro de 1607 – Breamore, Hampshire, 28 de dezembro de 1694) foi um nobre inglês durante o século XVII, e o mais conhecido dos Lordes Arundell de Wardour. Serviu como Lorde do Selo Privado e Lord High Steward, e foi nomeado para o Conselho Privado. Ficou muito tempo preso no período do Complô papista.

## Juventude
Arundell foi batizado em 23 de fevereiro de 1607/8 em St Andrew's, Holborn, Londres. Com a morte de seu pai em 19 de maio de 1643, herdou suas propriedades e seus títulos, que incluía o de Conde do Sacro Império Romano. Ao longo de sua vida foi um devotado católico. Lutou ao lado de Carlos I na Primeira guerra civil inglesa. Em maio de 1643 as forças parlamentares tomaram o Castelo de Wardour, em Wiltshire, de sua mãe Blanche Arundell, que o estava defendendo. No mês seguinte de setembro, Arundell fez um cerco ao castelo e aos seus novos ocupantes e lutou para retomá-lo dos rebeldes. Mandando escavar túneis para em seguida explodi-los a fim de arruinar as estruturas do edifício, ele finalmente desalojou o inimigo sob o comando do general Edmund Ludlow em março de 1644, posteriormente destruiu-o para evitar que fosse usado como fortaleza.

## Carreira
Em 13 de maio de 1652, Arundell atuou como um dos padrinhos de seu cunhado, o coronel Henry Compton, em um duelo com George Brydges, 6.º Barão de Chandos. Compton foi morto, e um mandado foi emitido pelo Conselho de Estado para prender Arundell e as outras pessoas que tinham participado do evento. Em 17 de maio de 1653, ele foi considerado culpado de homicídio involuntário e condenado a ter a mão marcada com ferro quente. Naquele ano Arundell parece ter pedido clemência a Oliver Cromwell, e em 1656 teria recebido permissão para refugiar-se na França. Na Restauração de Carlos II, Arundell, após pagar uma indenização de 35 000 libras esterlinas para a Coroa, recebeu de volta todas as suas propriedades da família, muitas das quais já tinham sido vendidas pela Commonwealth para Humphrey Weld. Em 7 de março de 1663, Arundell foi nomeado e exerceu o cargo de mestre do cavalo da rainha-mãe, Henriqueta Maria.
Em janeiro 1669 foi convocado por Carlos II da Inglaterra, juntamente com outros pares católicos, a participar de um conselho secreto, e foi designado para ir até a França para informar Luís XIV do desejo do rei inglês de se reconciliar com o catolicismo romano e de sua exigência de receber dinheiro por isso. Em junho de 1669 Arundell voltou com o parecer favorável de Luís XIV para a realização do Tratado secreto de Dover com Carlos II, que foi assinado no ano seguinte.

## Complô papista
Em 1678 Titus Oates e seus apoiadores anunciaram que Arundell era o principal articulador do Complô papista contra Carlos II, que eles afirmavam ter descoberto; foi uma completa invenção. De acordo com a evidência destes informantes, tentativas foram feitas pelos católicos da Inglaterra, em conluio com Luís XIV, para formar um exército de 50.000 homens, que era para ser colocado sob o comando dos Lordes Arundell, Powis e Belasyse. Algumas das testemunhas afirmaram que o Papa incumbiu Arundell de ocupar o cargo de Lorde chanceler, tão logo os atuais ministros fossem removidos e que Arundell esteve por muitos anos se ocupado ativamente da organização dos detalhes da tramat. Entre outubro de 1678 e fevereiro de 1684, ele esteve preso na Torre de Londres, juntamente com outros companheiros "papistas", devido à acusação de Titus Oates. As acusações eram absurdas: Arundell foi acusado de ter conspirado, junto com outro par católico, William Howard, 1.º Visconde de Stafford, embora fosse conhecimento comum de todos de que eram inimigos e que não se falavam há mais de vinte e cinco anos. Durante sua prisão, em 1679, Arundell escreveu cinco poemas religiosos, publicados em uma única folha folio em 1679, e reeditados em Uma coleção de oitenta e seis poemas leais em 1685.

## Velhice
Após a morte de Carlos II, seu sucessor Jaime II, nomeou Arundell, embora este fosse católico, para ser um dos membros do Conselho Privado (PC), posto que assumiu em 17 de julho/agosto de 1686, e o nomeou Guardião do Selo Privado ou Lorde do Selo Privado em substituição ao Lorde Clarendon, em 11 de março de 1686-1687. Por dispensa real ele ficou desobrigado da necessidade de fazer o juramento habitual para aceitar o cargo. No mês de junho Arundell apresentado uma petição para o rei em nome dos católicos, em agradecimento pela Declaração de Indulgência; atipicamente, opôs-se fortemente à admissão do jesuíta Edward Petre para o Conselho Privado. Recebeu em 24 de junho de 1687, uma recompensa de 250 libras esterlinas do rei pelo serviço secreto prestado.Em 1688 foi um dos cinco lordes que o rei Jaime II escolheu para administrar os seus negócios.
Na abdicação de Jaime, Arundell se retirou para sua casa em Breamore, Hampshire, e não tomou mais parte na vida pública. Morreu em Breamore em 28 de dezembro de 1694. Foi sepultado ao lado de seus antepassados em Tisbury, Wiltshire. Foi um notável jogador e desportista, e manteve em Breamore uma criação de cães de caça, que se tornou propriedade do Conde de Castlehaven e, posteriormente, de Hugo Meynell.

## Família
Ele era o único filho de Thomas Arundell, 2.º Barão Arundell de Wardour, e de sua esposa, Blanche Somerset.
Casou com Cicely Compton (c. 1610 - 24 de março de 1675/76), filha de Henry Compton, Cavaleiro de Brambletye, Sussex. Eles tiveram os seguintes filhos:
1. Thomas Arundell, 4.º Barão Arundell de Wardour;
2. Henry Arundell;
3. Cicely Arundell.